# 황유성
황유성(黃有星, 1963년 4월 2일 ~ )은 대한민국의 제5·7·8대 경상북도 울진군의원이다. 

## 학력
- 평해국민학교 졸업
- 후포중학교 졸업
- 후포고등학교 졸업
- 상주대학교 축산학과 농학사 졸업

## 경력
- 후포고등학교 총학생회장
- 울진군 4-H 연합회장
- 남울진 JC 회장
- 울진원전 민간환경 감시위원회 위원
- 울진경찰서 행정발전위원회 위원
- (사)울진군 학교급식식품비 지원 심의위원
- 울진군 지역혁신협의회 위원
- 도민체육대회 준비위원회 자문위원
- (사)한국농업경영인 울진군 연합회장
- 울진군 장학재단이사
- 울진군 산학 협동 심의위원회 위원
- 울진군 소하천관리위원회 위원
- 울진군 주요업무평가위원회 위원
- 울진군 용역과제심의위원회 위원
- 울진군 교육경비심의위원회 위원
- 울진군 생활폐기물 수집·운반 대행업체 평가위원
- 울진군 교육경비심의위원회 위원
- 울진군 농어업발전기금심의위원회 위원
- 민주평화통일자문회의 자문위원
- 학고을관광농원 대표
- 2006.07 ~ 2010.06 제5대 경상북도 울진군의회 의원
- 2006.07 ~ 2008.07 제5대 경상북도 울진군의회 전반기 예산결산특별위원회 위원장
- 2006.12 ~ 2006.12 제5대 경상북도 울진군의회 행정사무감사특별위원회 위원
- 2007.12 ~ 2007.12 제5대 경상북도 울진군의회 행정사무감사특별위원회 위원
- 2008.07 ~ 2010.06 제5대 경상북도 울진군의회 후반기 예산결산특별위원회 위원장
- 2008.12 ~ 2008.12 제5대 경상북도 울진군의회 행정사무감사특별위원회 위원
- 2009.12 ~ 2009.12 제5대 경상북도 울진군의회 행정사무감사특별위원회 위원
- 2015.10 ~ 2018.06 제7대 경상북도 울진군의회 의원
- 2016.07 ~ 2018.06 제7대 경상북도 울진군의회 후반기 예산결산특별위원회 위원
- 2018.07 ~ 2019.05 제8대 경상북도 울진군의회 의원
- 2018.07 ~ 2019.05 제8대 경상북도 울진군의회 전반기 예산결산특별위원회 위원장
- 2018.07 ~ 2019.05 제8대 경상북도 울진군의회 특별위원회 위원
- 2018.09 ~ 2019.09 제8대 경상북도 울진군의회 행정사무감사특별위원회 위원
- 2018.12 ~ 2018.12 제8대 경상북도 울진군의회 원전특별위원회 위원

## 수상
- 경상북도지사 2회 표창 수상
- 농촌진흥청장상 2회 수상
- 농림부장관상 3회 수상

## 공직선거법 위반
무소속 황유성 의원은 정치자금법 위반 사항인 뇌물수수 혐의로 벌금 600만원을 선고받았다. 이후 2심을 거쳐 3심도 원심과 동일한 확정판결이 나왔다. 따라서 황유성 의원은 의원직을 잃었다.

## 역대 선거 결과
|  | 12.13% |

|  | 9.83% |

|  | 29.03% |

|  | 14.40% |